# خوان مانويل بوسيللي
خوان مانويل بوسيللي (9 نوفمبر 1999 بمونتفيدو في الأوروغواي - ) هو لاعب كرة قدم إيطالي وأوروغواني في مركز الهجوم. لعب مع ديفينسور سبورتينغ.

## وصلات خارجية
- خوان مانويل بوسيللي على موقع الاتحاد الدولي (مؤرشف)  (الإنجليزية)
- خوان مانويل بوسيللي على موقع قاعدة بيانات كرة القدم.إي يو (الإنجليزية)
- خوان مانويل بوسيللي على موقع Soccerway.com (الإنجليزية)
- خوان مانويل بوسيللي على موقع عالم كرة القدم.نت (الإنجليزية)